# Jean-Baptiste Vitrac
Jean-Baptiste Vitrac, né en 1739 à Limoges et mort en 1805 dans cette même ville, est un prêtre, professeur au Collège Royal de Limoges dans les années 1760-1780, auteur de biographies (sous la forme d’éloges) de personnalités limousines, auteur d’ouvrages pédagogiques.

## Professeur – Écrivain – Principal du Collège Royal

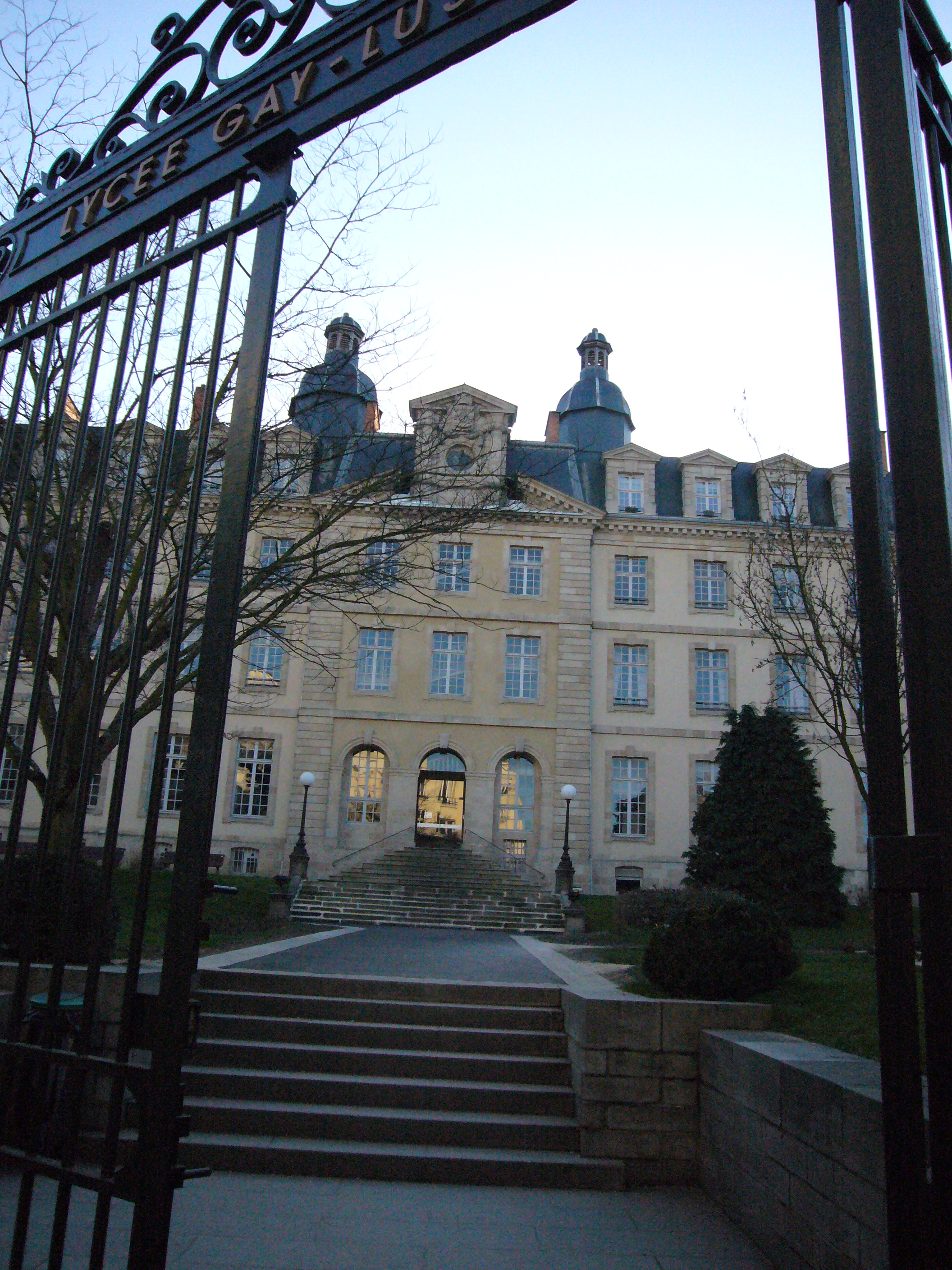
Le Lycée Gay-Lussac où Jean-Baptiste Vitrac a été professeur, puis Principal, entre 1763 et 1782.

Jean-Baptiste Vitrac est né à Limoges le 1er février 1739, et il était le fils de Léonard Vitrac, cordonnier ; il a fait ses études à Limoges, au Collège de Sainte-Marie, dirigé alors par les Jésuites ; il est entré ensuite au séminaire des Ordinands ; il a été ordonné prêtre en 1762.
Il a été d’abord vicaire à la paroisse de Saint-Pierre ; il a quitté ses fonctions de prêtre après 1762, lorsque les Jésuites ont été expulsés des collèges de France ; il a été l’un de ces religieux diocésains qui ont remplacé les Jésuites au Collège de Limoges ; il a commencé alors une carrière de professeur au Collège Royal, en août 1763.
L’abbé Vitrac a été nommé régent de sixième ; en 1769, la chaire d’humanités est devenue vacante et l’abbé Vitrac l’a occupé à partir d’octobre 1769 ; il s’est alors illustré par les discours publics, en forme d’« éloges », qu’il a, en qualité de professeur d’humanités,  prononcé à la fin de chaque deuxième année (en alternance avec le régent de troisième).
Voici les personnes (des personnalités du Limousin) auxquelles ont été consacrées ces « éloges » prononcés à la fin de l’année scolaire par l’abbé Vitrac :
- 22 août 1774 : Marc-Antoine Muret ;
- 22 août 1775 : Jean Dorat ;
- 22 août 1777 : Etienne Baluze ;
- 21 août 1779 : Grégoire XI.

En 1779, M. l’abbé Pouyat, principal du Collège, a choisi l’abbé M. Vitrac, professeur d’humanités, pour la place de sous-principal ; M. l’abbé Pouyat, principal, est mort en janvier 1782 ; l’élection au poste de principal a désigné Jean-Baptiste Vitrac comme principal ; il est alors connu comme licencié es-lois, membre des Académies de Montauban, Clermont-Ferrand, La Rochelle, et Châlons, membre de la Société royale d’Agriculture de Limoges ; en septembre 1782, il a donné sa démission, pour des raisons de santé.
Dans cette période où il enseigne, Jean-Baptiste Vitrac a écrit des ouvrages pédagogiques, destinés aux élèves des collèges :
- Traité élémentaire de l’apologue…, Chapoulaud, 1777 ;
- Traité élémentaire du genre épistolaire, Barbou, 1780 (c’est la seconde édition de l’ouvrage précédent).

## Prêtre réfractaire – Auteur – Curé de Saint-Michel

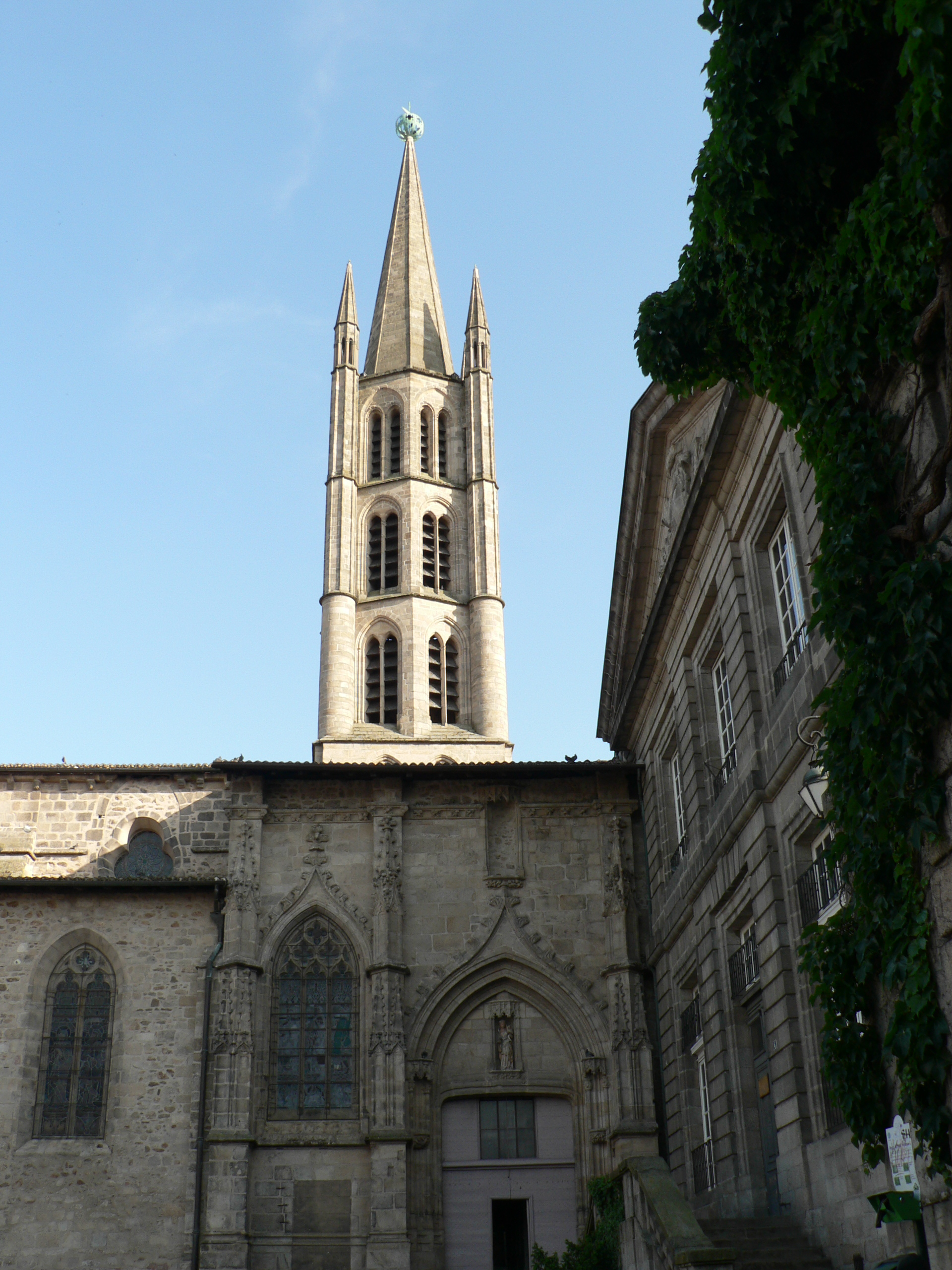
L’Église Saint-Michel-des-Lions, dont l’abbé Jean-Baptiste Vitrac a été le curé, de 1803 à 1805.

Jean-Baptiste Vitrac, ayant quitté le Collège Royal, a été nommé curé de Montjovis, en janvier 1783 ; cette cure était située à l’extrémité d’un faubourg de Limoges, et ne comptait que peu d’habitants ; l’abbé Vitrac avait du temps pour des activités hors de son ministère ; il avait des loisirs pour l’étude et pour ses travaux littéraires ; il avait également du temps pour sa famille (dans les années 1760-1770, il s’était occupé de l’éducation de ses trois frères qui tous les trois ont embrassé la carrière ecclésiastique).
A la Révolution française, l’abbé Vitrac a fait partie de l’assemblée du clergé avec deux de ses frères, Jean-Baptiste, curé de Saint-Sylvestre, et Elie, curé de La Bregère ; il a été chargé de rédiger les cahiers de doléances du clergé ; il a été au nombre de ces prêtres qui ont été réfractaires, en refusant de quitter le statut ecclésiastique pour devenir un curé laïc, comme l’exigeait la constitution civile du clergé (s’opposant ainsi à l’abbé Jean-Baptiste Foucaud, favorable à cette constitution ).
En mai 1792 l’Assemblée Nationale a condamné à la déportation les prêtres qui refuseraient de prêter serment ; l’abbé Vitrac a été emprisonné dans les bâtiments de l’abbaye de la Règle avec ses trois frères ; après avoir vu sa vie menacée sur la route entre Limoges et Tulle, l’abbé Vitrac parvint à s’évader ; il s’est réfugié en Espagne, dans la province de Catalogne, et cet exil a duré neuf ans ; pendant son exil, de 1792 à 1801, l’abbé Vitrac a continué à écrire : on peut citer, par exemple, une oraison funèbre de Louis XVI et également une oraison funèbre de Marie-Antoinette.
En avril 1803, l’abbé Vitrac, revenu en France, a pris possession de sa nouvelle paroisse, la paroisse Saint-Michel (après avoir prêté serment de fidélité au gouvernement, dans la cathédrale) ; il est mort, deux ans après sa prise de fonction, le 27 avril 1805, dans sa soixante-sixième année, à Limoges.

## Une page extraite d’un ouvrage de l’abbé Vitrac
Page extraite de : Jean-Baptiste Vitrac (Abbé), Traité élémentaire du genre épistolaire, de l'apologue et de la narration, à l'usage de MM. les humanistes du Collège royal de Limoges, Limoges, Impr. de L. Barbou, 1788
(ce texte est disponible sur le site Internet de la Bibliothèque Nationale de France : https://gallica.bnf.fr/ark:/12148/bpt6k62711075)
« A Messieurs les Professeurs du Collège Royal de Limoges,
Messieurs,
Si j’ai quelqu’amour pour l’étude, et quelque goût pour les Belles Lettres, je dois l’un et l’autre à vos conseils, et surtout à vos exemples. Vous avez été mes Maîtres, et vous êtes encore mes Modèles.
L’aveu public que j’en fais était un devoir pour moi ; puisse-t-il vous plaire ! Mon zèle pour le progrès de mes Elèves m’a fait entreprendre l’Ouvrage que j’ai l’honneur de vous offrir : daignez regarder l’hommage que je vous en fais, comme le tribut de ma reconnaissance et le gage de l’amitié la plus vraie, avec laquelle je suis,
Messieurs,
Votre très humble et très obéissant Serviteur,
VITRAC, Prêtre, Sous-principal, des Académies de Montauban, Clermont-Ferrand, La Rochelle, et Châlons. »

## Les publications de l’abbé Vitrac
- Jean-Baptiste Vitrac (Abbé), Éloge de Marc-Antoine Muret, orateur des papes et citoyen romain, prononcé le 22 août 1774, avant la distribution des prix du collège royal de Limoges, par M. l'abbé Vitrac, Limoges, Impr. de M. Barbou, 1774
- Jean-Baptiste Vitrac (Abbé), Éloge de Jean Dorat, poète et interprète du Roi, prononcé le 22 août 1775, avant la distribution des prix du collège royal de Limoges, par M. l'abbé Vitrac, Limoges, Impr. de M. Barbou, 1775
- Jean-Baptiste Vitrac (Abbé), Éloge de Baluze, prononcé avant la distribution des prix du collège royal de Limoges, le 22 août 1777, par M. l'abbé Vitrac, Limoges, Impr. de M. Barbou, 1777
- Jean-Baptiste Vitrac (Abbé), Éloge de Grégoire XI, prononcé avant la distribution des prix du collège royal de Limoges, le 21 août 1779, par M. l'abbé Vitrac, Limoges, Impr. de M. Barbou, 1779
- Jean-Baptiste Vitrac (Abbé), Traité élémentaire du genre épistolaire, de l'apologue et de la narration, à l'usage de MM. les humanistes du Collège royal de Limoges. Seconde édition, revue et augmentée, Limoges, Impr. de L. Barbou, 1788
- Jean-Baptiste Vitrac (Abbé), Éloge de l'Institut des religieuses filles de Notre-Dame, Limoges, Impr. de L. Barbou, 1788
- Jean-Baptiste Vitrac (Abbé), Oraisons funèbres de Louis XVI, roi de France et de Navarre, de Marie-Antoinette, archiduchesse d'Autriche, reine de France et de Navarre, de Mme Élizabeth-Philippine-Marie-Hélène de France, sœur de Louis XVI, et de Louis-Charles, dauphin de France, ou Louis XVII, prononcés en 1793, 1794 et 1795 dans plusieurs églises du royaume d'Espagne... par feu M. l'abbé Vitrac, suivies de "Robespierre aux enfers", poème héroï-comique du même auteur, Limoges, Bargeas, 1814

## Sources
- François Arbellot (Abbé François Arbellot), L’Abbé Vitrac, Bulletin de la société archéologique et historique du Limousin, 1888, tome XXXVI
- Association des anciens élèves, fonctionnaires et anciens fonctionnaires du lycée Gay-Lussac (Limoges), "Livre du centenaire de l'Association des anciens élèves, fonctionnaires et anciens fonctionnaires du Lycée Gay-Lussac (1867-1967)", Limoges, Lycée Gay-Lussac, 1969
- François Bluche, La Vie quotidienne au temps de Louis XVI, Paris, Hachette, 1980
- Pierre Delage, Le collège royal de Limoges, sous la Restauration et la monarchie de juillet. Lemouzi, no 164, octobre 2002
- Pierre Delage, Lycée Gay-Lussac : 5 siècles d'enseignement, Saint-Paul, Le Puy Fraud éd., 2010
- Gaston Mialaret et Jean Vial, Histoire mondiale de l’éducation. 4 tomes, Tome 2. 1515-1815., Paris, Presses universitaires de France, 1981
- Daniel Roche, La France des Lumières, Fayard, 1993
- Charles Rollin, Traité des études. 1808 4 vol. in-12, veau havane, dos orné, roulette sur les plats, avec le nom de Michel Chevalier (reliure de l'époque). Exemplaire offert à Michel Chevalier élève de 4e au collège royal de Limoges. Prix d'excellence
- Georges Veyrinaud, Histoire de Limoges, CRDP de Limoges, 1985
- Jean de Viguerie, L'Institution des enfants : l'éducation en France, XVIe-XVIIIe, Paris, Calmann-Lévy, 1978